# Basílica de la Anunciación
La Basílica de la Anunciación (en hebreo: כנסיית הבשורה) es una iglesia católica situada en la ciudad de Nazaret, en el norte de Israel.
La iglesia se estableció en el lugar donde, según la tradición católica, la Anunciación tuvo lugar. La tradición ortodoxa griega sostiene que este evento ocurrió cuando María estaba sacando agua de un manantial local en Nazaret, y la Iglesia Ortodoxa Griega de la Anunciación se construyó en ese lugar alternativo.
La iglesia actual es un edificio de dos plantas construido entre 1960-1969 sobre el emplazamiento de antigua iglesia bizantina y la posterior de los cruzados, reconstruida en 1730 por los franciscanos con el permiso de Zahir al-Umar. En el interior, la planta baja contiene la Gruta de la Anunciación, considerada por muchos cristianos como los restos de la casa de la infancia de la Virgen María.
En esta Basílica se encuentra una galería con mosaicos que representan a algunas de las advocaciones marianas más importantes de diversos países. Entre las advocaciones españolas destacan; La Virgen de Candelaria, patrona de Canarias, la Virgen de Montserrat, patrona de Cataluña, la Virgen de los Desamparados, patrona de Valencia y la Virgen de Guadalupe, patrona de Extremadura.
Excavando bajo la actual basílica y en sus alrededores se encontraron los restos de varias iglesias construidas una sobre otra. También se encontraron los restos de una iglesia-sinagoga judeocristiana que debió actuar como centro de peregrinación en los siglos I y II, tal como testimonian los grafiti dejados en sus paredes quizá ya desde finales del siglo I; posteriormente se hizo una iglesia, luego una basílica bizantina (siglo V), luego una iglesia de los cruzados (siglo XII) y luego una franciscana (siglo XVIII), y en 1969 la actual basílica. En los grafiti de la iglesia-sinagoga leemos en varios idiomas cosas como “En el santo lugar de María…” (escrito en el siglo II o principios del III), “hermosa virgen”, o uno en griego que dice simplemente “Ẋe Mapia” (pronunciado “je María”), abreviatura de Χαίρε Μαρία (= ¡Ave María!). También apareció una gruta subterránea que fue utilizada como capilla, con un altar, más grafiti y 5 capas sucesivas de yeso en las paredes. En la tercera capa se encontró una moneda de la época de Constantino, lo que demuestra que la primera capa es bastante anterior. Esto, en todo caso, es suficiente para afirmar que ya antes de la época de Constantino, quizá tan antes como finales del primer siglo, los cristianos venían a la casa de María en peregrinación. Si la comunidad local primitiva construyó en ella un lugar de culto incluido un baptisterio

## Véase también

Basílica de la Anunciación
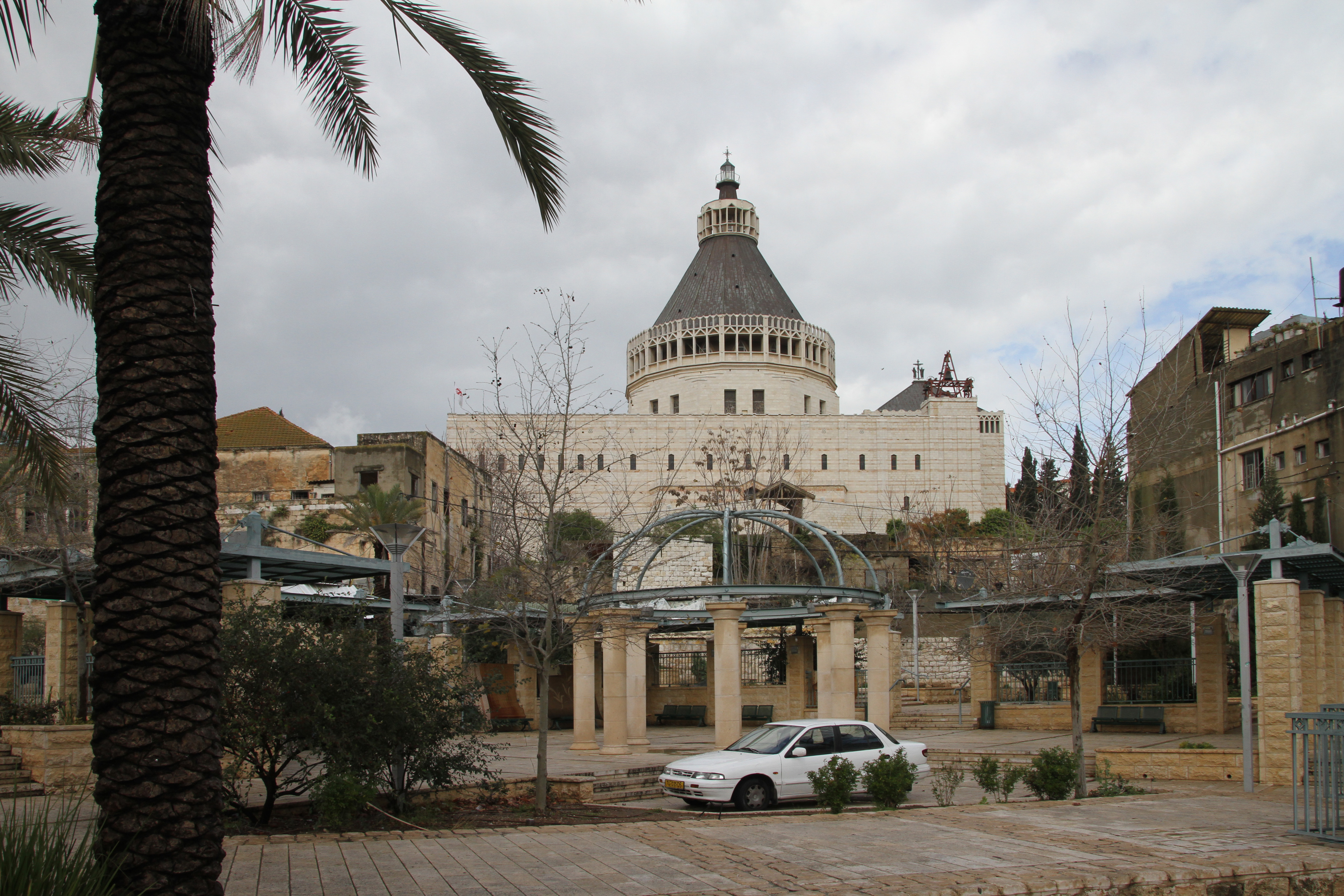
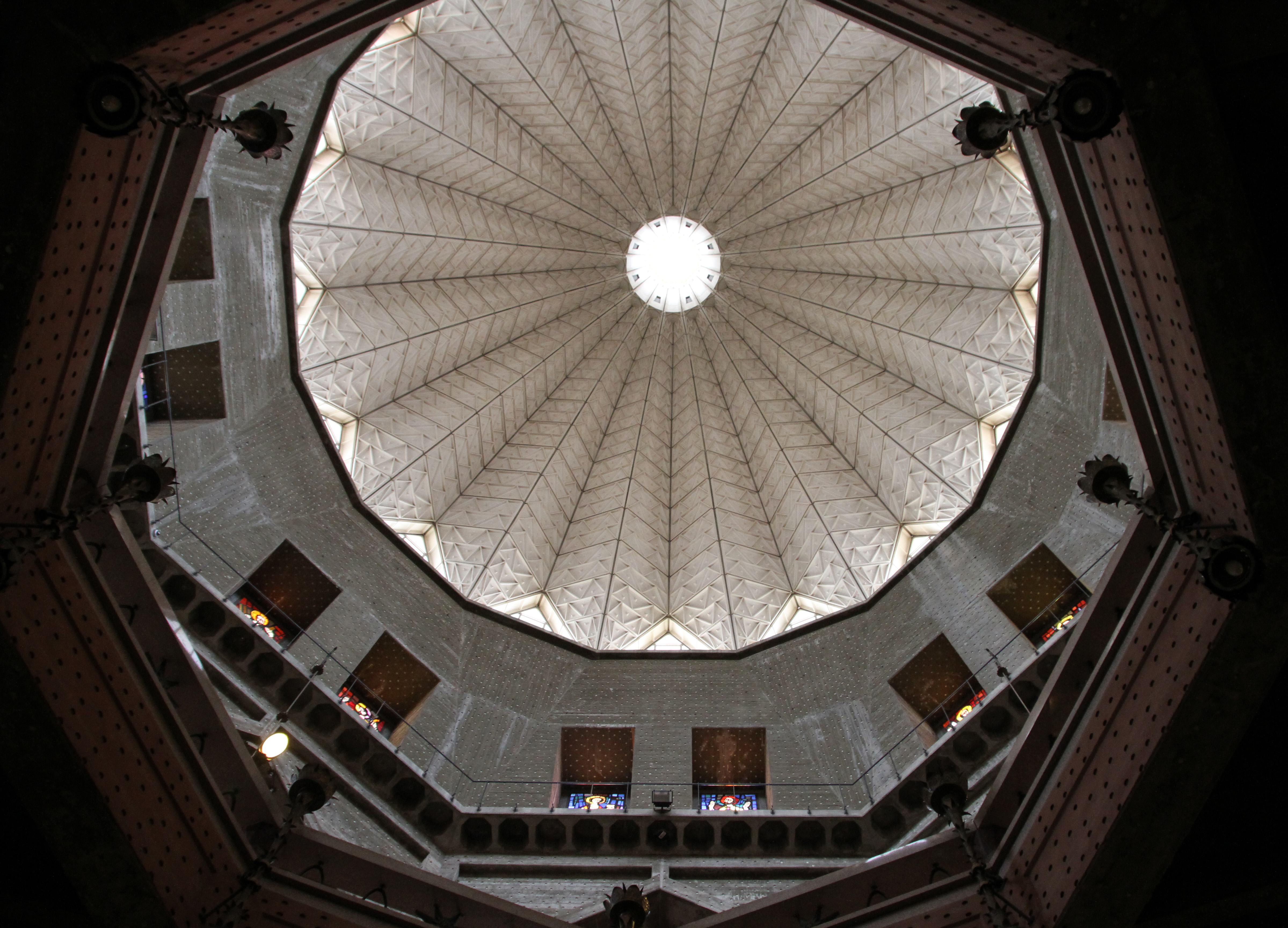
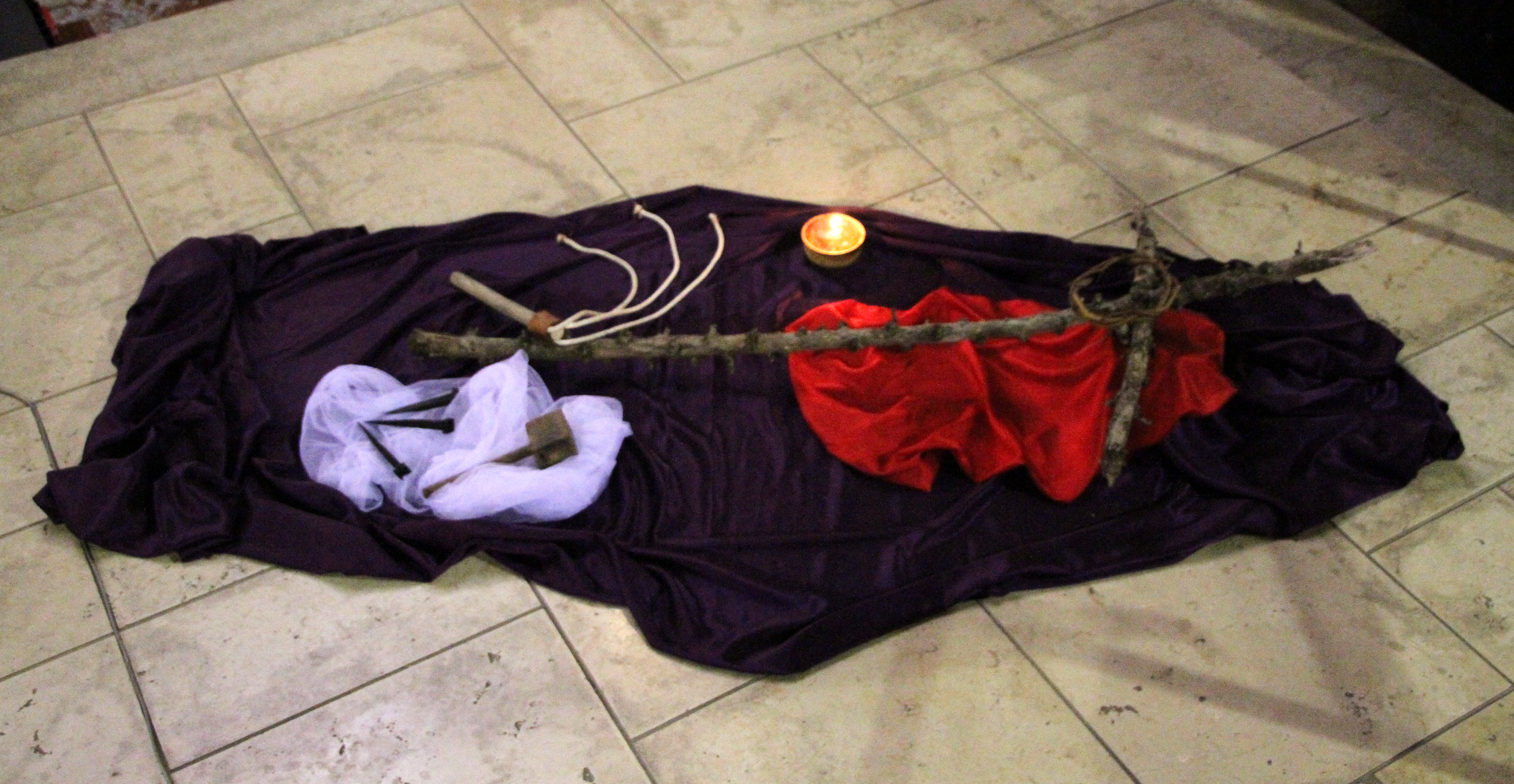
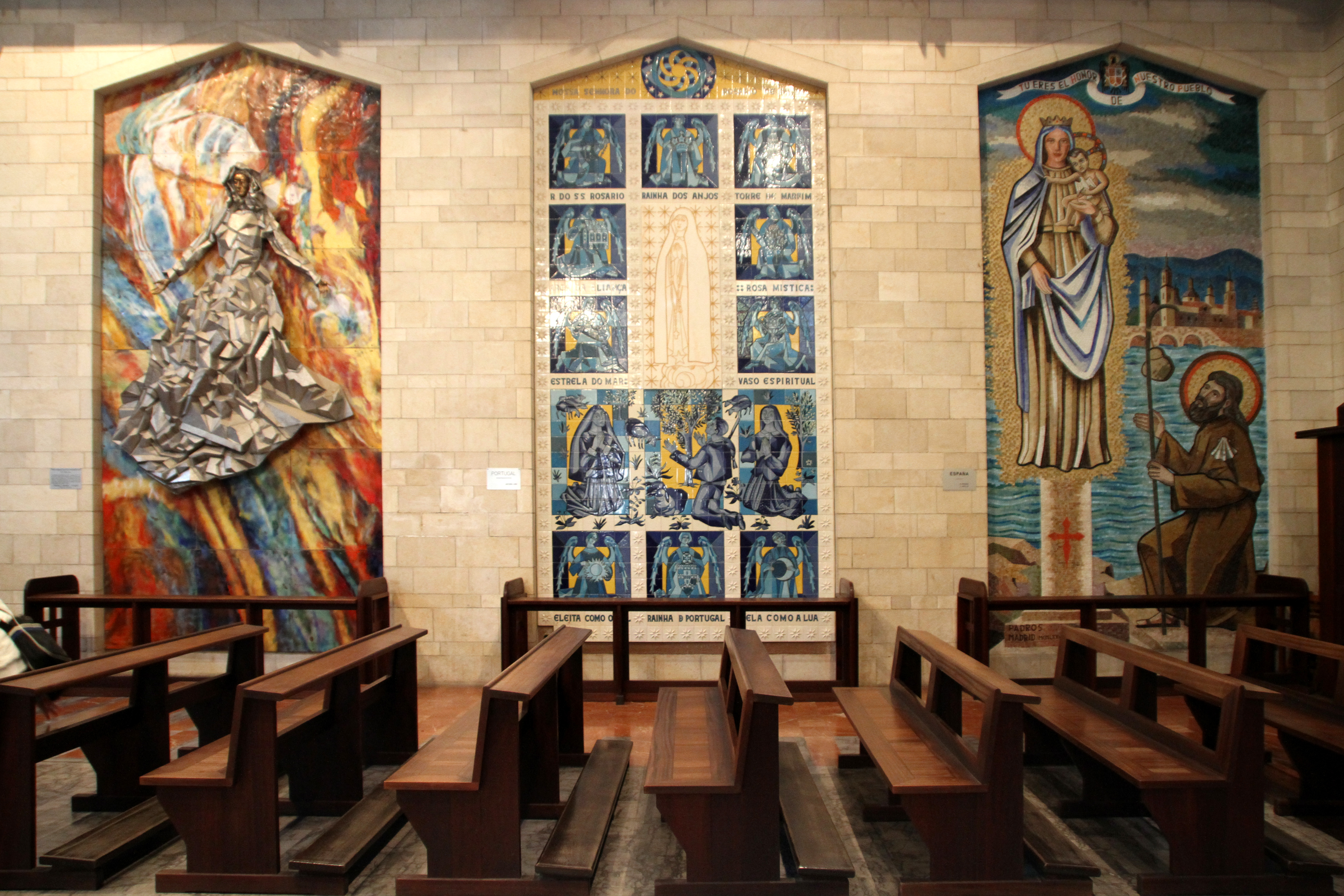
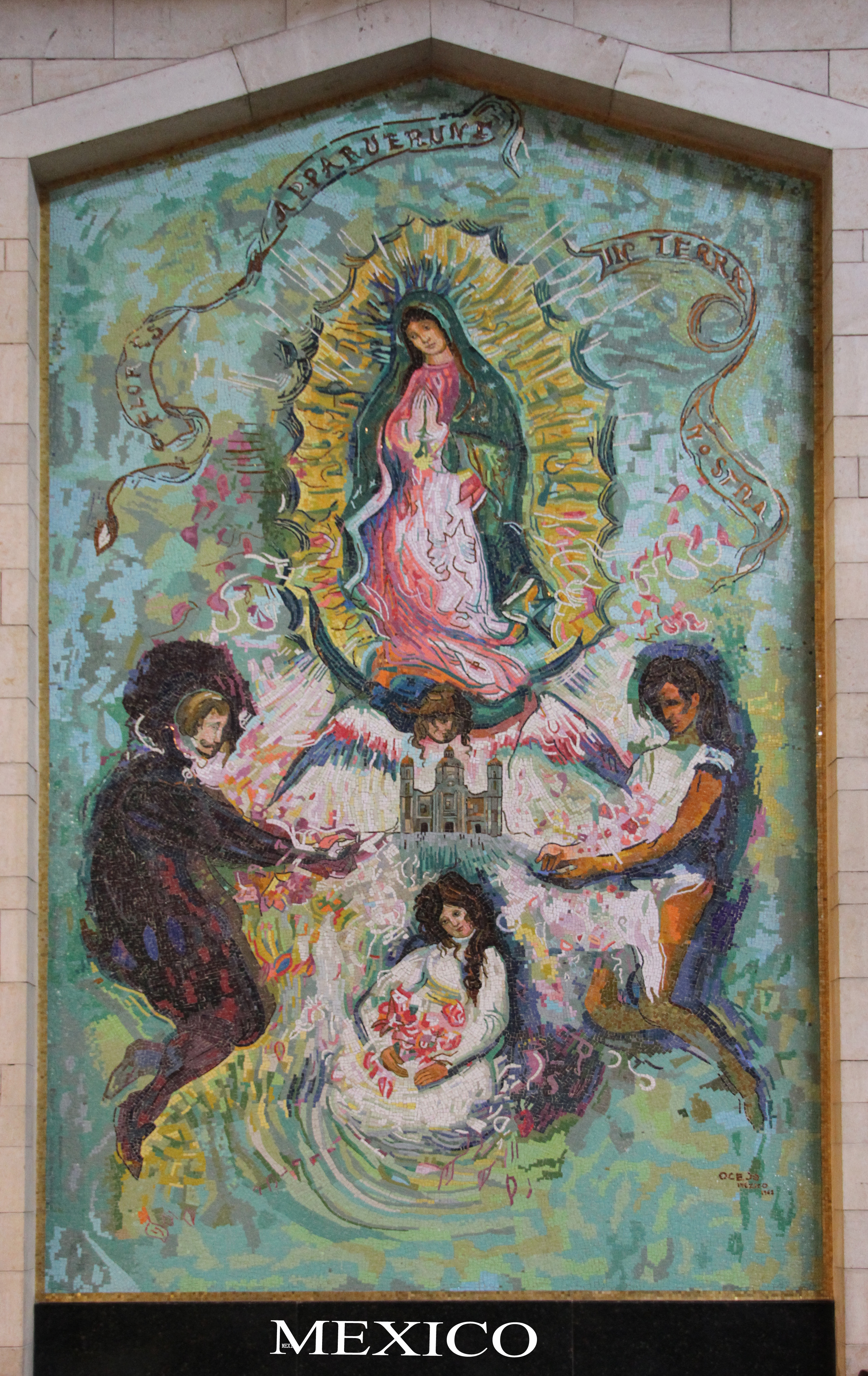